# ألبرتسون (نيويورك)
ألبرتسون (بالإنجليزية: Albertson CDP, New York) هي منطقة سكنية تقع بولاية نيويورك في الولايات المتحدة. تبلغ مساحتها 1.7 كم2، وترتفع عن سطح البحر 39 م، بلغ عدد سكانها 5,182 نسمة في عام 2010 حسب إحصاء مكتب تعداد الولايات المتحدة وتصل الكثافة السكانية فيها 3,048.2 نسمة لكل كيلومتر مربع (7,894.8/ميل2).

## التركيبة السكانية
حدّد مكتب تعداد الولايات المتحدة بيانات التركيبة السكانية لألبرتسون في تعداد الولايات المتحدة. في ما يلي، التركيبة السكانية حسب تعدادي 2000 و2010.

### تعداد عام 2000
بلغ عدد سكان ألبرتسون 5,200 نسمة بحسب تعداد عام 2000، وبلغ عدد الأسر 1,812 أسرة وعدد العائلات 1,442 عائلة مقيمة في المنطقة السكنية. في حين سجلت الكثافة السكانية 3,058.8 نسمة لكل كيلومتر مربع (7,922.3/ميل2). وبلغ عدد الوحدات السكنية 1,853 وحدة بمتوسط كثافة قدره 1,090 لكل كيلومتر مربع (2,823.1/ميل2).
وتوزع التركيب العرقي للمنطقة السكنية بنسبة 82.13% من البيض و0.23% من الأمريكيين الأفارقة و0.02% من الأمريكيين الأصليين و14.52% من الأمريكيين ذوي الأصول الآسيوية و1.27% من الأعراق الأخرى و1.83% من عرقين مختلطين أو أكثر و5.50% من الهسبانيون أو اللاتينيون من أي عرق.
بلغ عدد الأسر 1,812 أسرة كانت نسبة 35.9% منها لديها أطفال تحت سن الثامنة عشر تعيش معهم، وبلغت نسبة الأزواج القاطنين مع بعضهم البعض 67.7% من أصل المجموع الكلي للأسر، ونسبة 8.4% من الأسر كان لديها معيلات من الإناث دون وجود شريك، بينما كانت نسبة 3.5% من الأسر لديها معيلون من الذكور دون وجود شريكة وكانت نسبة 20.4% من غير العائلات. تألفت نسبة 17.9% من أصل جميع الأسر من عدة أفراد يعيشون في نفس المنزل ونسبة 11.3% كانت تتألف من شخص يعيش بمفرده يبلغ من العمر 65 عاماً أو أكثر. وبلغ متوسط حجم الأسرة المعيشية 2.87، أما متوسط حجم العائلات فبلغ 3.27.
بلغ العمر الوسطي للسكان 41.8 عاماً. وكانت نسبة 22.5% من القاطنين تحت سن الثامنة عشر، وكانت نسبة 6.4% بين الثامنة عشر والرابعة والعشرين عاماً، ونسبة 27.1% كانت واقعةً في الفئة العمرية ما بين الخامسة والعشرين والرابعة والأربعين عاماً، ونسبة 24.6% كانت ما بين الخامسة والأربعين والرابعة والستين، ونسبة 19.4% كانت ضمن فئة الخامسة والستين عاماً فما فوق. يوجد لكل 100 أنثى 93.7 ذكر، ويوجد لكل 100 أنثى في الثامنة عشر من عمرها فما فوق 90.8 ذكر.
بلغ متوسط دخل الأسرة في المنطقة السكنية 66,516 دولارًا، أما متوسط دخل العائلة فبلغ 77,516 دولارًا. وكان متوسط دخل الذكور 55,000 دولارًا مقابل 44,792 دولارًا للإناث. وسجل دخل الفرد الخاص بالمنطقة السكنية 31,222 دولارًا. وكانت نسبة 4.5% من العائلات ونسبة 4.7% من السكان تحت خط الفقر، وكان من هؤلاء نسبة 5.4% تحت سن الثامنة عشر ونسبة 5.5% في الخامسة والستين من العمر وما فوق.

### تعداد عام 2010
بلغ عدد سكان ألبرتسون 5,182 نسمة بحسب تعداد عام 2010، وبلغ عدد الأسر 1,789 أسرة وعدد العائلات 1,398 عائلة مقيمة في المنطقة السكنية. في حين سجلت الكثافة السكانية 3,048.2 نسمة لكل كيلومتر مربع (7,894.8/ميل2). وبلغ عدد الوحدات السكنية 1,850 وحدة بمتوسط كثافة قدره 1,088.2 لكل كيلومتر مربع (2,818.4/ميل2).
وتوزع التركيب العرقي للمنطقة السكنية بنسبة 70.42% من البيض و0.29% من الأمريكيين الأفارقة و0.14% من الأمريكيين الأصليين و24.26% من الأمريكيين ذوي الأصول الآسيوية و2.14% من الأعراق الأخرى و2.76% من عرقين مختلطين أو أكثر و7.28% من الهسبانيون أو اللاتينيون من أي عرق.
بلغ عدد الأسر 1,789 أسرة كانت نسبة 35% منها لديها أطفال تحت سن الثامنة عشر تعيش معهم، وبلغت نسبة الأزواج القاطنين مع بعضهم البعض 65.3% من أصل المجموع الكلي للأسر، ونسبة 8.9% من الأسر كان لديها معيلات من الإناث دون وجود شريك، بينما كانت نسبة 3.9% من الأسر لديها معيلون من الذكور دون وجود شريكة وكانت نسبة 21.9% من غير العائلات. تألفت نسبة 19.3% من أصل جميع الأسر من عدة أفراد يعيشون في نفس المنزل ونسبة 12.2% كانت تتألف من شخص يعيش بمفرده يبلغ من العمر 65 عاماً أو أكثر. وبلغ متوسط حجم الأسرة المعيشية 2.89، أما متوسط حجم العائلات فبلغ 3.33.
بلغ العمر الوسطي للسكان 44.3 عاماً. وكانت نسبة 21.9% من القاطنين تحت سن الثامنة عشر، وكانت نسبة 6.9% بين الثامنة عشر والرابعة والعشرين عاماً، ونسبة 22.2% كانت واقعةً في الفئة العمرية ما بين الخامسة والعشرين والرابعة والأربعين عاماً، ونسبة 30.1% كانت ما بين الخامسة والأربعين والرابعة والستين، ونسبة 18.8% كانت ضمن فئة الخامسة والستين عاماً فما فوق. وتوزع التركيب الجنسي للسكان بنسبة 48.6% ذكور و51.4% إناث.